# Мет Рајан (глумац)
Метју Дарен Еванс (енгл. Matthew Darren Evans; Свонзи, 11. април 1981), познатији под професионалним именом Мет Рајан (енгл. Matt Ryan), британски је глумац. Рајан је најпознатија по улогама Мика Росона у CBS-овој криминалистичкој серији Злочиначки умови: Понашање осумњиченог и Руперта Гејтса у филму Лепак за муве.

## Извори
1. ↑  Price, Karen (29. 6. 2009). „Understudy ready to rise to the Hamlet challenge”. Western Mail. Cardiff, Wales. Приступљено 2. 4. 2011.